# Air Enthusiast
Air Enthusiast est un magazine britannique bimensuel sur l'aviation, publié par la maison d'édition Key Publishing. Initialement lancé en 1974 en tant que Air Enthusiast Quarterly, le magazine a été conçu comme un complément historique pour Air International.
Chaque numéro contient 80 pages. Parfois, les articles sont répartis sur plusieurs numéros. Air Enthusiast est illustré de photos en noir et blanc, de diagrammes, de profils et de dessins.
Le magazine a été publié par trois sociétés d'édition différentes.
Le magazine a cessé la publication avec le numéro #131, de septembre/octobre 2007.